# Mässlingsvaccin
Mässlingsvaccinet är ett vaccin som mycket effektivt förhindrar smitta av mässlingen. Efter en dos är barn immuna till en hög grad: 85 % av barn över nio månaders ålder, och 95 % av barn över tolv månaders ålder när vaccinet gavs. Nästan alla som inte utvecklar immunitet efter en dos utvecklar det sedan vid den andra dosen. Då vaccinationsgraden i en befolkning är över 93 % sker typisk sett inga utbrott av sjukdomen (se flockimmunitet); dessvärre kan de uppstå om vaccinationsgraden sjunker. Vaccinet är effektivt under många år. Det är i dagslägen inte helt klart ifall vaccinet blir mindre effektivt över tid. Vaccinet kan även förhindra sjukdom om det ges inom ett par dagar från exponering till virus.
Vaccinet är i allmänhet säkert, även för de som har en HIV-infektion. Biverkningar är vanligen milda och varar under kort tid. De innefattar bland annat smärta vid injektionsstället eller lätt feber. Anafylaxi har påvisats i ungefär en på hundra tusen individer. Risken för Guillian-Barrés syndrom, autism och inflammatorisk tarmsjukdom är inte förhöjda.
Vaccinet finns tillgängligt både på egen hand och i kombination med andra vaccin såsom rubellavaccin, påssjukevaccin, och vattkoppsvaccin (även kallade MPR-vaccin och MMRV-vaccin). Vaccinet har lika bra effekt oavsett beredning. Världshälsoorganisationen rekommenderar att vaccinet ges vid nio månaders ålder i de områden där sjukdomen är vanlig. I områden där mässlingen är mycket ovanligt är det rimligt att vaccinet ges vid tolv månaders ålder. Vaccinet administreras som ett levande vaccin. Det kommer som ett torkad pulver som behöver blandas innan det ges antingen precis under huden eller i en muskel. Det går att verifiera effekten av vaccinet genom att analysera blodprov.
Ungefär 85 % av alla världens barn hade fått vaccinet år 2013. År 2008 erbjöd åtminstone 192 länder två doser. Vaccinet introducerades först 1963. Kombinationen mässlingen-påssjuka-röda hund (measles-mumps-rubella - MMR) kom först ut på marknaden 1971. Vattkoppsvaccinet lades till år 2005 och gav upphov till MMRV-vaccinet. Vaccinet finns på Världshälsoorganisationens lista över essentiella läkemedel, som innefattar de mest nödvändiga läkemedlet för ett grundläggande sjukvårdssystem. Vaccinet är inte särskilt dyrt.